# ナツアカネ
ナツアカネ(夏茜、学名  Sympetrum darwinianum  )はアカネ属のトンボの一種。日本全国に分布する。

## 形態
成虫は体長33-43mm、腹長20-28mm、後翅長23-32mm程度でアキアカネを若干寸詰まりにしたような体型をしている。マユタテアカネとほぼ同大であるが、本種の方が胸部が大きく全体的にがっしりしている。胸部斑紋の形はアキアカネのものと似ているが、本種の斑紋は比較的に角を帯びている。
幼虫は典型的な赤とんぼ型のヤゴで、体長は17mm前後。ノシメトンボ、リスアカネに似ている。腹部第8節の側棘の長さは第9節の末端を大きく超える。

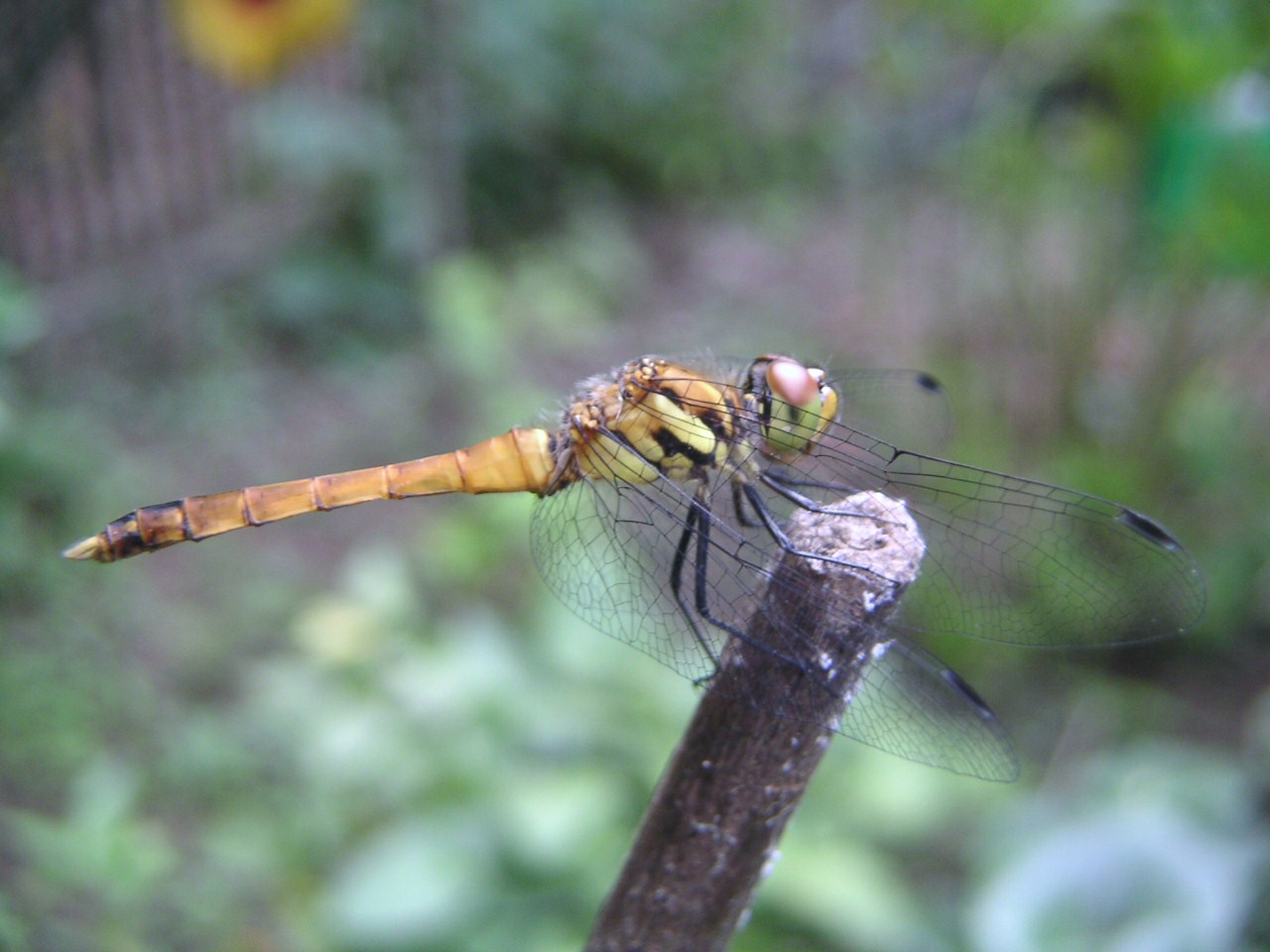
未熟なオス
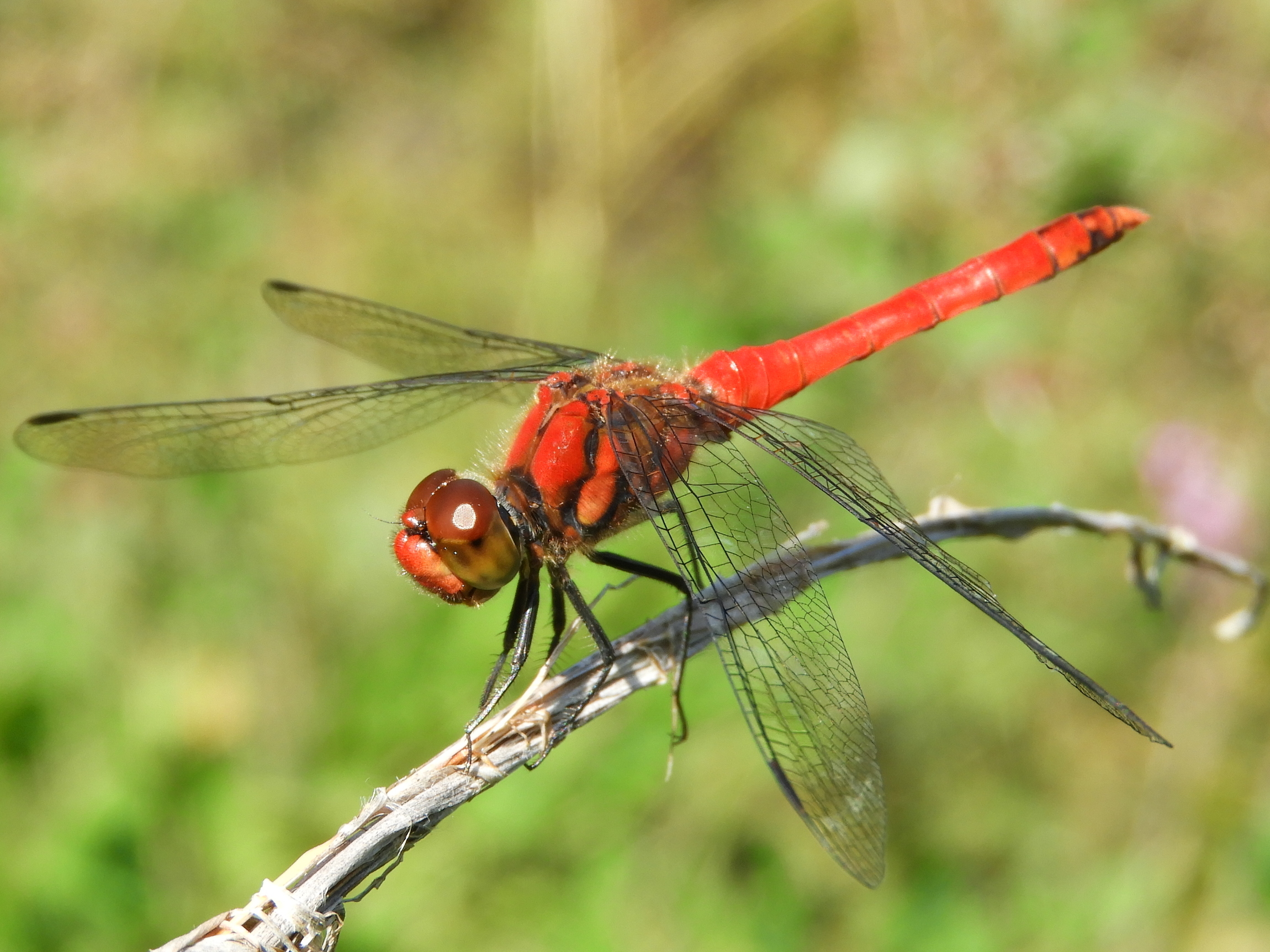
成熟したオス
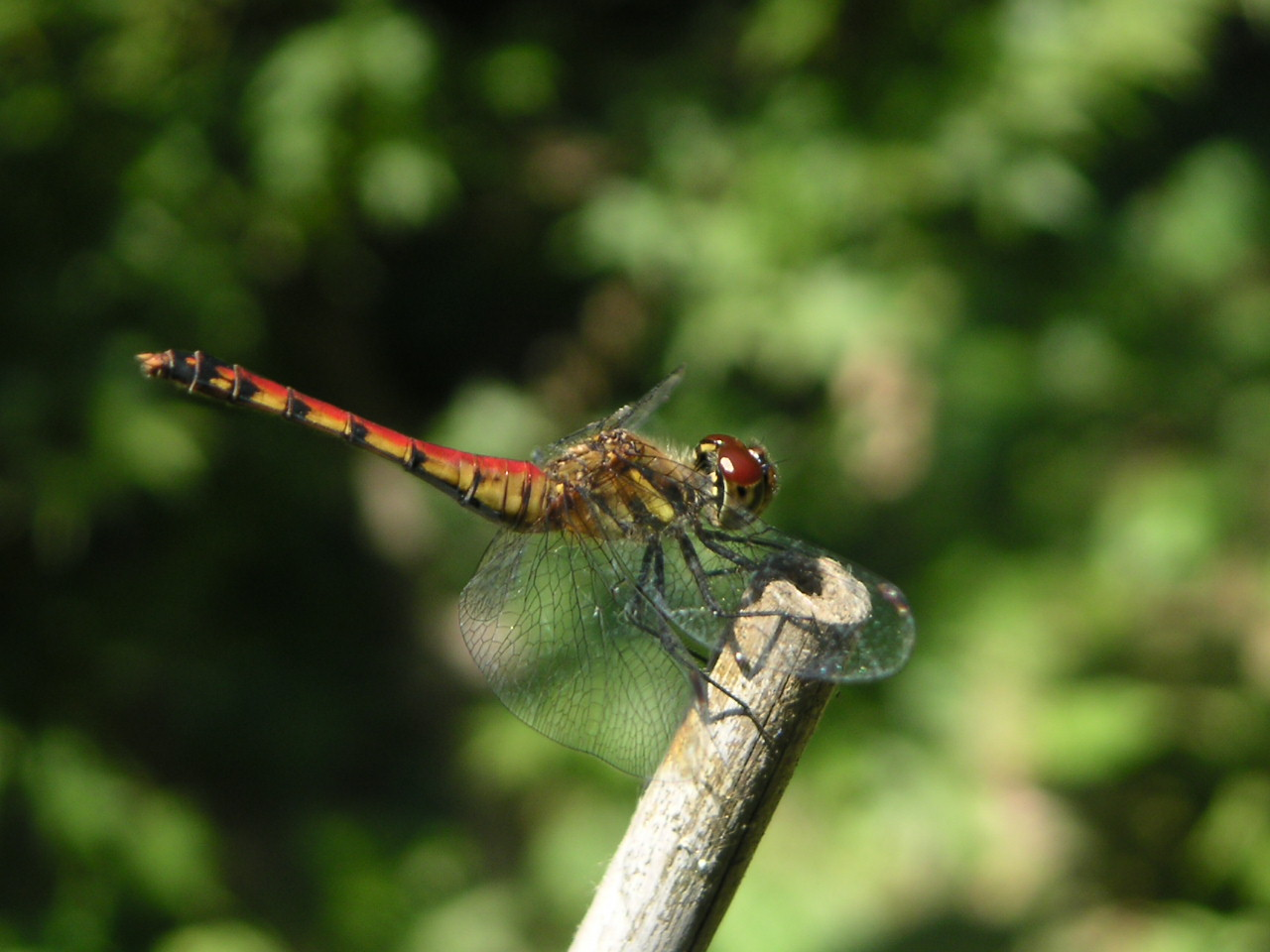
成熟したメス
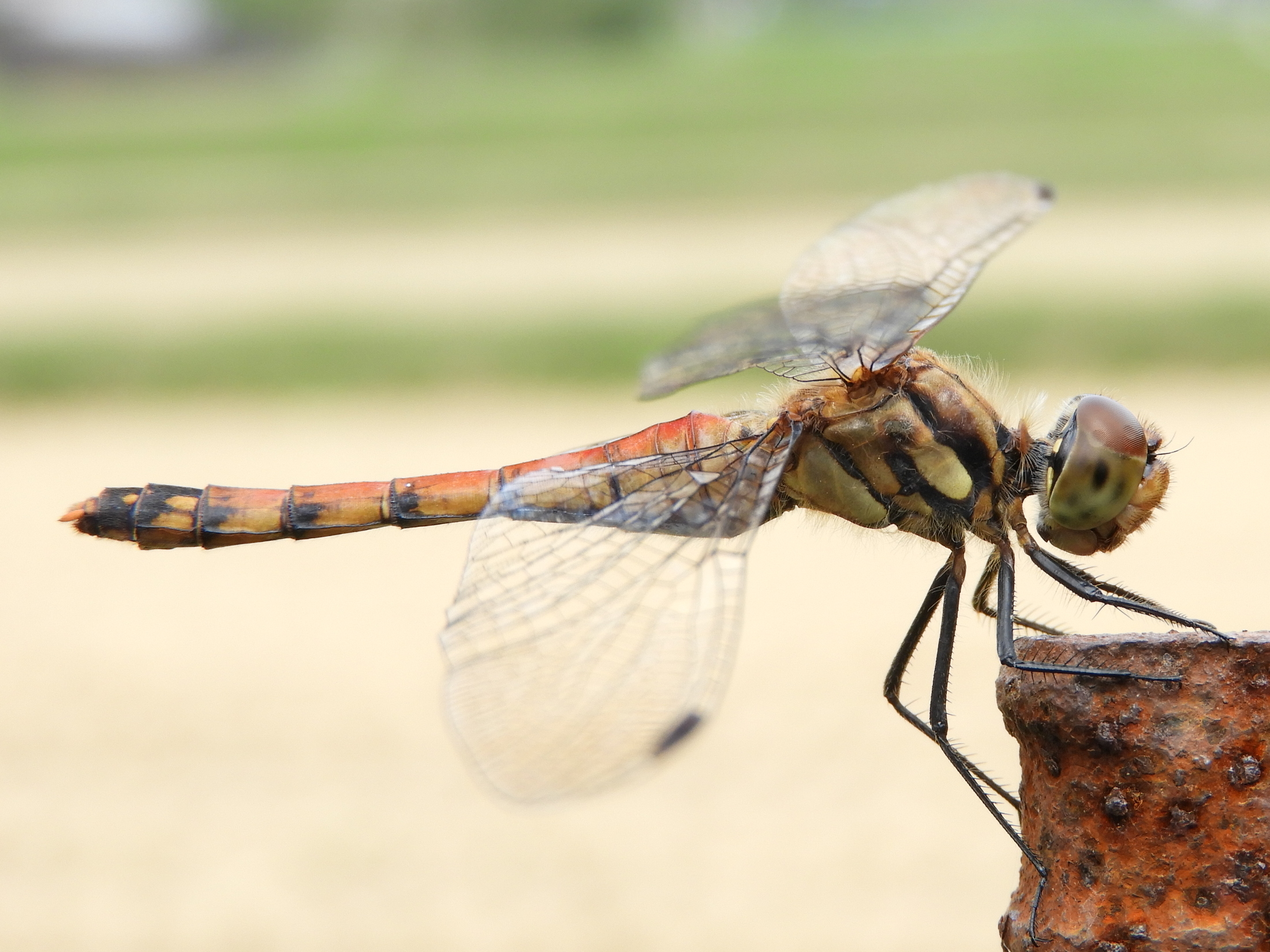
成熟したメス

## 生態
成虫は6月下旬頃から羽化が始まり、12月上旬頃まで見られる。平地から丘陵地にかけて広く分布する種で、明るく開放的な環境を好む。
羽化後はいったん羽化水域を離れて、付近の樹林の林縁や低山地に移動し、体が成熟するまでそこで摂食活動を行う。
未熟期には雌雄とも体色は黄褐色をしているが、成熟した雄は全身が赤化し、雌も腹部背面が赤化する個体が多い。
アキアカネほど顕著ではないが、よく集団で移動し、他種と混ざって観察されることも多い。
小規模な移動を幾度も繰り返す習性があり、群れが去った後は一頭も見つからないこともある。
成熟した雄は水域近くに縄張りを持つようになるが、本種は明確な縄張りの範囲を持たず、すぐに場所を変える。
産卵は空中から卵を振り落とす打空産卵で、水のない池畔の草原や水田の稲穂の上などで雌雄が連結して行うことが多いが、途中で連結を解いて雌の単独産卵に移行することもある。この場合は雄が上空でホバリングをしながら、または付近に静止して雌の産卵を警護をすることもあるが、長時間は持続しない。

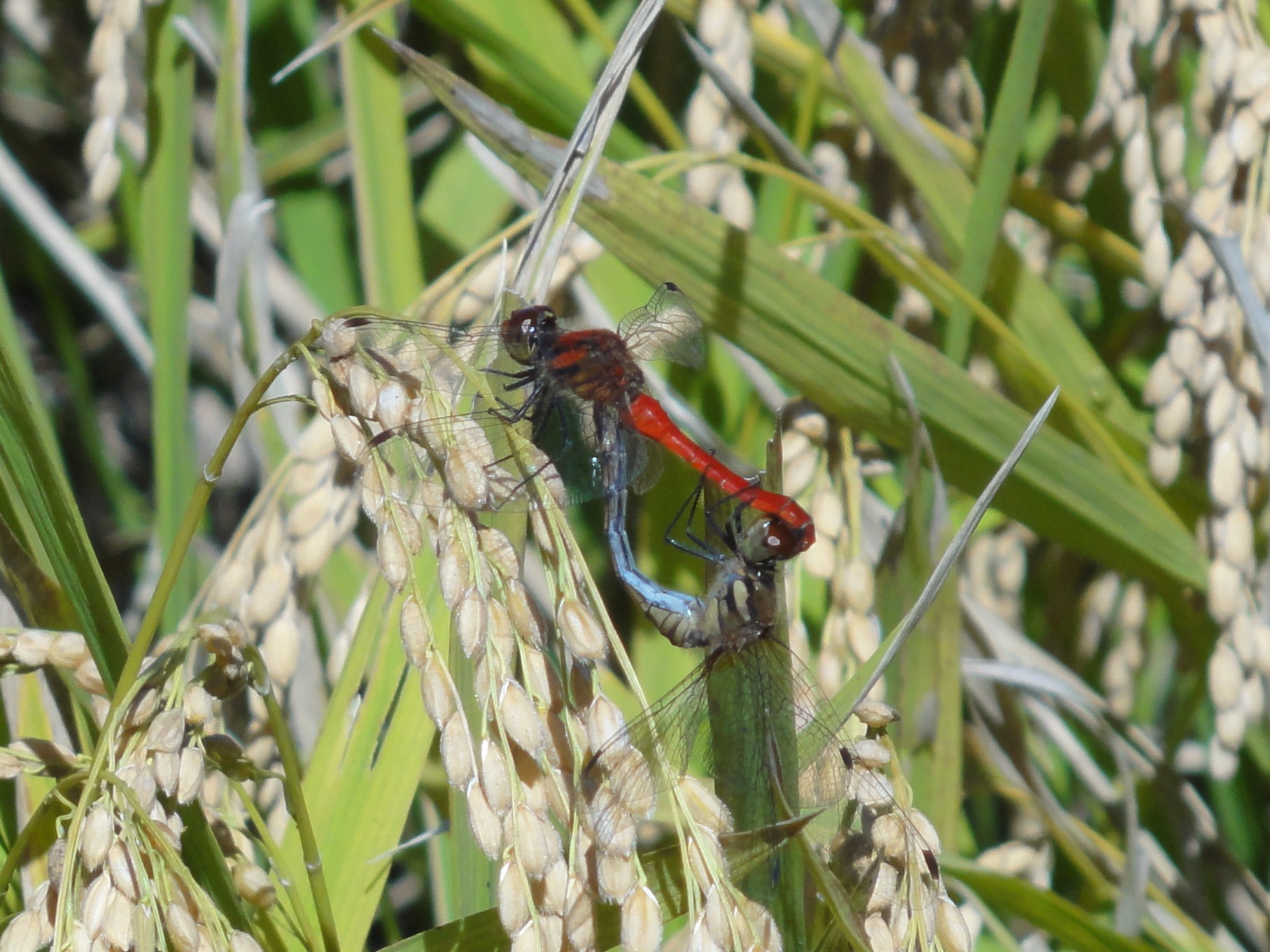
交尾
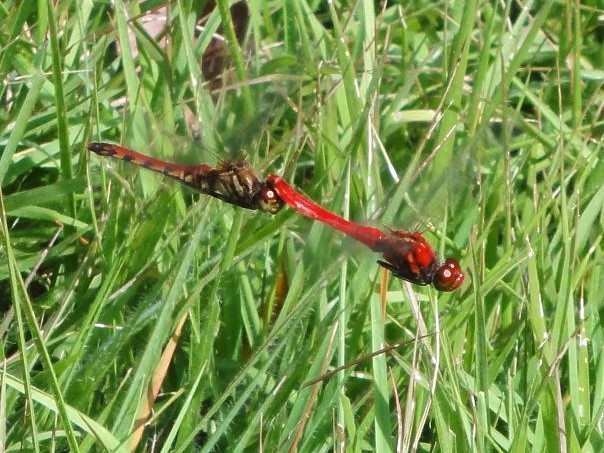
産卵

## 近縁種
体格や体色は異なるものの、国内の種ではマダラナニワトンボと近縁。異種間連結・異種間交尾・産卵が観察されることがあり、稀に種間雑種を生じる。
なお、姿形が非常によく似ているアキアカネとは産卵の方式も異なっており、同属内であっても系統的にはそれほど近縁な種類ではない。